# Bobrovček
Bobrovček es un municipio del distrito de Liptovský Mikuláš en la región de Žilina, Eslovaquia, con una población estimada a final del año 2024 de 158 habitantes.
Se encuentra ubicado al sureste de la región, cerca del curso alto del río Váh (cuenca hidrográfica del Danubio), de los montes Tatras y de la frontera con Polonia y las regiones de Prešov y Banská Bystrica.

## Demografía
| Año        | 1994 | 2004     | 2014  | 2024     |
| ---------- | ---- | -------- | ----- | -------- |
| Población  | 232  | 200      | 176   | 158      |
| Diferencia |      | −13,79 % | −12 % | −10,22 % |

| Año        | 2023 | 2024    |
| ---------- | ---- | ------- |
| Población  | 165  | 158     |
| Diferencia |      | −4,24 % |